# Топчій Андрій Андрійович
Андрій Андрійович Топчій (1985—2024) — сержант збройних сил України, громадський активіст, історик, журналіст, бойовий медик, учасник російсько-української війни.

## Життєпис
Народився 10 липня 1985 року. Навчався у Київському національному університеті імені Тараса Шевченка.
Був учасником війни на сході України, служив в «Айдарі» та «Азові». 
Був журналістом у виданнях «Факти», «Ковальська майстерня» та «Телеграф».
З початком повномасштабного вторгнення був бойовим медиком у 118-й механізованій бригаді.
Загинув 20 квітня 2024 року в Роботиному Запорізької області.

## Нагороди
- Орден «За мужність» III ступеня[1].